# Erich Kussbach
Erich Kussbach (* 5. Mai 1931) ist ein österreichischer Diplomat.

## Leben
Der Vater von Erich Kussbach, Dr. Franz Kussbach, war zwischen dem Ersten und Zweiten Weltkrieg in Ungarn als Rechtsanwalt tätig. Während der Besetzung Ungarns durch das Deutsche Reich half er jüdischen Berufskollegen und Freunden zur Flucht und wurde 1944 festgenommen und in das KZ Dachau deportiert. Dort entging er durch Glück und Zufall seiner Ermordung auf einem Todesmarsch.
Erich Kussbach flüchtete im Zuge des ungarischen Volksaufstandes 1956, als vermeintliches Mitglied eines Teams von Helfern des Roten Kreuzes per Rettungsflugzeug, aus Ungarn nach Österreich. Kussbach trat 1963 in den diplomatischen Dienst Österreichs ein. Er war Botschafter in Ungarn und von 1993 bis 1996 ständiger Vertreter bei der Internationalen Donaukommission. Ab 1999 bis 2008 war er Professor für Völkerrecht an der Katholischen Pázmány Péter Universität in Budapest. Er ist seit 1996 Honorarprofessor für humanitäres Völkerrecht an der Universität Linz. Von 1991 bis 2006 gehörte er der Internationale humanitären Ermittlungskommission an. Daneben ist er ordentliches Mitglied der europäischen Akademie der Wissenschaften und Künste.

## Ehrungen
- Großes Verdienstkreuz der Bundesrepublik Deutschland
- 1996: Kommandeur mit Stern des Verdienstordens der Republik Ungarn
- 2004: Österreichisches Ehrenkreuz für Wissenschaft und Kunst I. Klasse